# Lijst van Noord-Koreaanse ambassadeurs in China
Dit is een lijst van Noord-Koreaanse ambassadeurs in Volksrepubliek China. Noord-Korea heeft één ambassade en twee consulaten in China.
| #  | Naam            | Aanstelling       | Einde missie      |
| -- | --------------- | ----------------- | ----------------- |
| 1  | Ri Ju-yeon      | 22 december 1949  | 6 februari 1952   |
| 2  | Gwon O-jik      | 6 februari 1952   | 5 november 1953   |
| 3  | Choe II         | 5 november 1953   | 9 mei 1957        |
| 4  | Ri Seung-ho     | 9 mei 1957        | 2 april 1962      |
| 5  | Han Ik-su       | 2 april 1962      | 3 april 1964      |
| 6  | Pak Se-chang    | 3 april 1964      | 21 december 1966  |
| 7  | Hyeon Jun-geuk  | 21 december 1966  | 23 maart 1977     |
| 8  | Jeon Myeong-su  | 23 maart 1977     | 25 januari 1984   |
| 9  | Shin In-ha      | 25 januari 1984   | 26 september 1988 |
| 10 | Ju Chang-jun    | 26 september 1988 | 13 december 2000  |
| 11 | Choe Jin-su     | 13 december 2000  | april 2010        |
| 12 | Choi Pyong-gwan | april 2010        | oktober 2010      |
| 13 | Ji Jae-ryong    | oktober 2010      | heden             |